# Pan młody (ballada)
Pan młody, ros. Жених, Żenich – bajka-ballada Aleksandra Puszkina, napisana 30 lipca 1825 roku. Po raz pierwszy została opublikowana w czasopiśmie „Moskowskij Wiestnik” (1927) nr 12 („Московский вестник”). Przewodnim motywem utworu jest opowieść o dziewczynie i rozbójnikach. Utwór, wprowadzający do literatury pięknej elementy folkloru, wywarł wpływ na romantykach rosyjskich.

## Streszczenie
Córka kupiecka Natasza na trzy dni przepadła z domu. Po powrocie, mimo usilnych próśb rodziców, nie opowiedziała, gdzie była przez ten czas. Gdy dziewczyna odzyskała spokój ducha, obok jej domu przejeżdżał młodzieniec. Natasza poznała go i przeraziła się. Następnego dnia do jej rodziców przybyła w imieniu młodego człowieka swatka. Ojciec zgodził się na zamążpójście Nataszy, lecz dziewczyna wpadła w panikę. Nie sprzeciwiła się jednak rodzicielskiemu postanowieniu i przyjęła oświadczyny.
Podczas uczty weselnej pan młody zwrócił uwagę na smutek narzeczonej. Natasza więc opowiedziała gościom weselnym swój sen. Zabłądziła w lesie i trafiła na chatkę. Wnętrze jej było bardzo bogate, ale gospodarzy nie zastała. Wnet usłyszała krzyk i tupot kopyt, schowała się więc za piecem. Do izby weszło dwunastu junaków i piękna dziewczyna. Gdy spożywali posiłek i weselili się, ich branka płakała. Najstarszy z przybyłych chwycił dziewczynę za warkocz, zabił i odrąbał jej prawą rękę.
Pan młody przerywał opowieść Nataszy, wieszcząc jej bogate i wesołe życie, lecz dziewczyna odparła, że ma pierścień zabitej na palcu. Pan młody zbladł, a gości weselni schwytali go i uczynili nad nim sąd.

## Analiza utworu
Utwór ma formę ballady romantycznej. Bajka napisana została techniką narracyjną. Autor zastosował strofę znaną z Lenory Gottfrieda Bürgera. Pod względem stylistyki zawiera charakterystyczne dla tego gatunku frazeologizmy i konstrukcjami folklorystycznymi. Puszkin zatarł granicę pomiędzy słownictwem typowo ludowym a językiem literackim, dzięki temu pisarz wprowadził rosyjski folklor do literatury pięknej jako wartościową poezję o dużych walorach estetycznych. Wpłynęło to także na twórczość późniejszych rosyjskich pisarzy – Michaiła Lermontowa i Nikołaja Niekrasowa.
Wcześniej przypuszczano, że Puszki oparł fabułę na źródłach niemieckich, w szczególności na jednej z baśni braci Grimm, jednak współcześnie uważa się, że za podstawę fabuły posłużyła rosyjska baśń ludowa o dziewczynie i rozbójnikach.